# Isotoma
Isotoma è un genere di piante annuali e perenni appartenente alla sottofamiglia delle Lobelioideae.
Le specie, che sono originarie di Australia, Nuova Zelanda, Indie Occidentali e Isole della Società:
- Isotoma armstrongii E.Wimm., 1935
- Isotoma baueri C.Presl, 1836
- Isotoma fluviatilis  (R.Br.) F.Muell., 1868, pianta perenne, proviene dagli altipiani australiani e dalla Nuova Zelanda
- Isotoma gulliveri F.Muell., 1876
- Isotoma hypocrateriformis (R.Br.) Druce, 1917, nota come Veleno di Woodbridge[6]
- Isotoma luticola Carolin, 1980
- Isotoma pusilla Benth., 1837
- Isotoma rivalis (E.Wimm.) Lammers, 1999
- Isotoma scapigera (R.Br.) G.Don, 1834
- Isotoma tridens (E.Wimm.) Lammers, 1999